# Francesco Ruffini
Francesco Ruffini (Lessolo, 10 aprile 1863 – Torino, 29 marzo 1934) è stato un giurista, storico, politico e antifascista italiano.

## Biografia

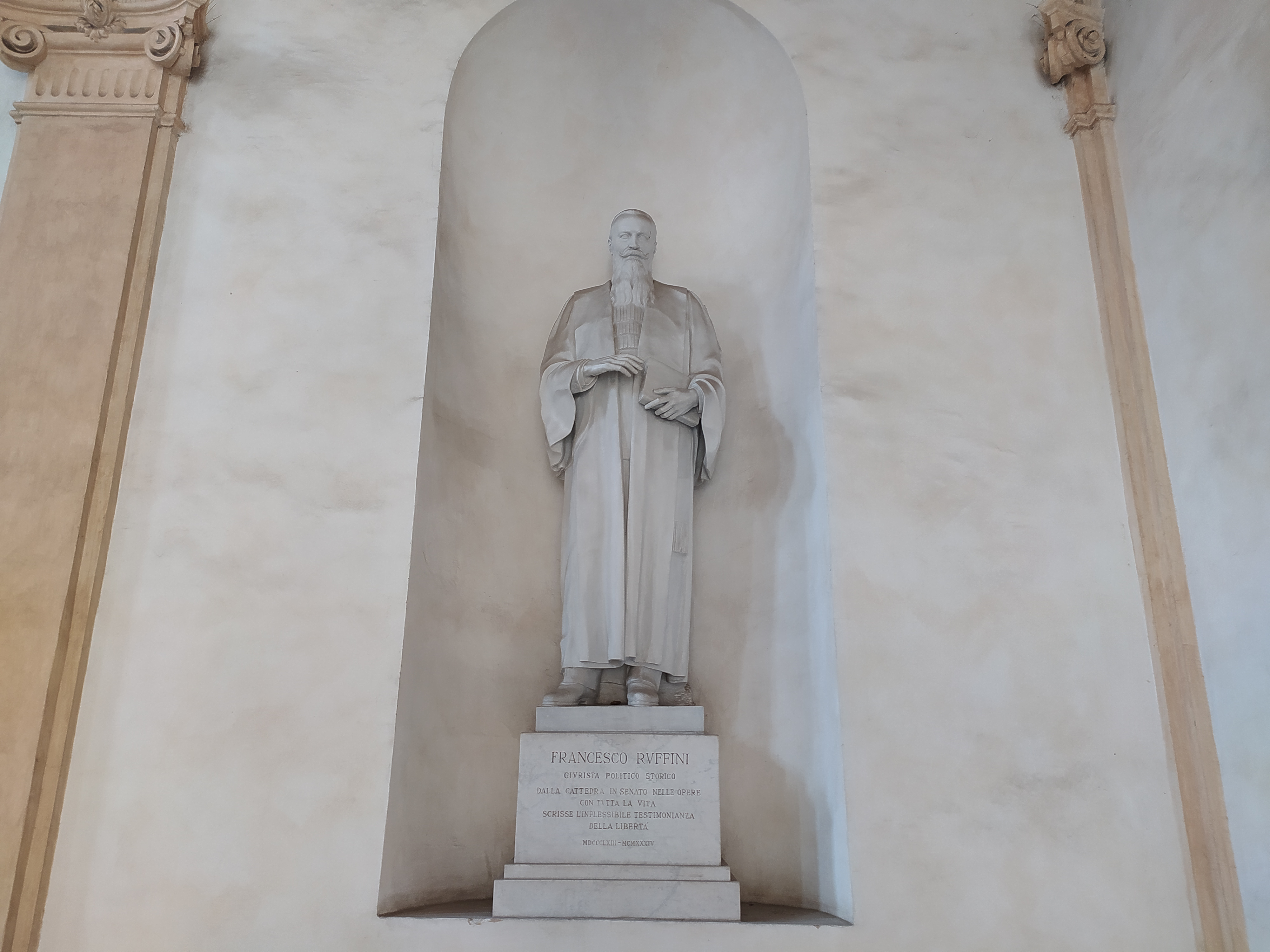
Statua di Francesco Ruffini all'Università di Torino

Francesco Ruffini frequentò il Liceo classico Carlo Botta ad Ivrea. Dopo aver insegnato a Pavia e a Genova, divenne docente a Torino prima di Storia del diritto, poi di Diritto ecclesiastico, incentrando il suo insegnamento in particolare sul tema della libertà religiosa e, più in generale, sui singoli diritti di libertà via via configuratisi nel corso dei secoli. Fra i suoi allievi migliori ebbe Arturo Carlo Jemolo, Alessandro Galante Garrone, Piero Gobetti (che fu anche suo editore) e Mario Falco. Fu rettore dell'Università degli Studi di Torino dal 1910 al 1913.
Fu nominato senatore del Regno d'Italia nel 1914. Socio di numerosi consessi accademici, fra i quali i Lincei e l'Istituto lombardo di scienze e lettere, fu presidente dell'Accademia delle Scienze di Torino dal 1922 al 1928.
Nel 1925 fu tra i firmatari del Manifesto degli intellettuali antifascisti, redatto da Benedetto Croce, che nel 1927 gli dedicò il volume Uomini e cose della vecchia Italia. Nel 1928 Ruffini subì un'aggressione da parte di un gruppo di fascisti all'interno dell'Università di Torino, dove insegnava. Presero le sue difese diversi studenti, tra cui Alessandro Galante Garrone e Dante Livio Bianco.
Strenuo laicista, insieme a Benedetto Croce e Alberto Bergamini criticò apertamente i Patti Lateranensi, votando contro la loro ratifica: nella seduta parlamentare del 24 maggio 1929, Croce aveva attaccato l'ipotesi di dar vita al Concordato fra Stato e Chiesa.
Insieme al figlio, Edoardo Ruffini Avondo, nel 1931 figurò tra i pochi docenti che rinunciarono alla cattedra per non prestare il giuramento di fedeltà al fascismo. Morì tre anni dopo a Torino.
Alla sua memoria è stato dedicato nel dopoguerra il Parco Ruffini a Torino, una statua collocata nel porticato del Rettorato dell'Università di Torino in Via Po e il terzo piano della biblioteca del Campus Luigi Einaudi, contenente la collezione di volumi giuridici dell'Università di Torino

## Opere
Giudicato "un maestro di libertà" interessatosi sempre del rapporto fra Stato e Chiesa, Ruffini studiò la figura di Cavour, di cui fu grande estimatore.
Nel 1901 la sua analisi delle origini storiche dell'idea di libertà religiosa sfociò nella stesura dell'opera La libertà religiosa. Storia dell'idea, in cui egli mostra come l'idea di libertà religiosa emerga dalle guerre di religione che attraversarono l'Europa all'inizio dell'età moderna come «la scintilla dall'urto tra due pietre dure».
L'anno seguente, curò il manuale Storia del diritto privato italiano, scritto dal suo docente Cesare Nani e pubblicato postumo. 
Significativo anche lo scritto La «Cabale Italique» nella Ginevra del Seicento, dove Ruffini compie una breve analisi sul ceppo italiano emigrato e stabilitosi in Svizzera, ed in particolare a Ginevra, in seguito alla riforma protestante; presenti, tra l'altro, ampi riferimenti alla storia d'Italia, con uno sguardo privilegiato alla Toscana, e in particolare alla città di Lucca.
"L'intera collezione delle sue opere" è stata digitalizzata dalla Biblioteca Norberto Bobbio Archiviato il 26 maggio 2020 in Internet Archive. ed è liberamente consultabile in pubblico dominio.